# Villaescusa de Roa
Villaescusa de Roa község Spanyolországban, Burgos tartományban.  Lakosainak száma 90 fő (2024).

## Népesség
A település népessége az utóbbi években az alábbiak szerint változott:
| Lakosok száma | 172  | 169  | 166  | 153  | 136  | 118  | 110  | 107  | 97   | 90   |
|               | 2001 | 2004 | 2006 | 2009 | 2011 | 2014 | 2016 | 2019 | 2021 | 2024 |